# Kytmanovo
Kytmanovo (in russo Кытманово?) è un villaggio del settore meridionale della Siberia Occidentale situato nel Territorio dell'Altaj,  in Russia. È il centro amministrativo del distretto Kytmanovskij.
La località si trova 110 km a est della capitale Barnaul, sul fiume Čumyš.